# ناس من زجاج (مسلسل)
ناس من زجاج مسلسل كويتي، من إخراج عبد العزيز المنصور، وتأليف أحمد جمعة.

## الممثلون
- إبراهيم الحربي
- عبد الإمام عبد الله
- أحلام محمد
- ميعاد عواد
- مسافر عبد الكريم
- مريم الغضبان
- سلوى علي خميس
- علية الزبيدي
- بدر الطيار
- يوسف درويش
- محمد شاهين
- سولاف محمد
- هنادي عبد الله
- سعد عباس
- محسن وجيه
- طلال الدشتي
- عالية الدشتي
- منى الدشتي
- فاتن الدالي
- سعاد علي
- ثائر شامل